# Finales de la NBA de 1955
Las Finales de la NBA de 1955 fueron las series definitivas de los playoffs de 1955 y suponían la conclusión de la temporada 1954-55 de la NBA. Enfrentaron a Syracuse Nationals ante Fort Wayne Pistons, con la ventaja de campo favorable a los primeros. Cuatro jugadores de las Finales fueron posteriormente elegidos para el Basketball Hall of Fame, George Yardley, Bob Houbregs y Andy Phillip por parte de los Pistons, y Dolph Schayes por los Nats. Esa temporada se puso en marcha la regla de los 24 segundos de posesión.

## Resumen
| Partido | Fecha       | Equipo local | Resultado | Equipo visitante |
| ------- | ----------- | ------------ | --------- | ---------------- |
| 1       | 31 de marzo | Syracuse     | 86–82     | Fort Wayne       |
| 2       | 2 de abril  | Syracuse     | 87–84     | Fort Wayne       |
| 3       | 3 de abril  | Fort Wayne   | 96–89     | Syracuse         |
| 4       | 5 de abril  | Fort Wayne   | 109–102   | Syracuse         |
| 5       | 7 de abril  | Fort Wayne   | 74–71     | Syracuse         |
| 6       | 9 de abril  | Syracuse     | 109–104   | Fort Wayne       |
| 7       | 11 de abril | Syracuse     | 92–91     | Fort Wayne       |

Nationals ganan las series 4–3

## Resumen de los partidos
| 31 de marzo                     | Fort Wayne Pistons                    | 82–86       | Syracuse Nationals        |                                                                                    |  |  |
|                                 | Parciales: 19–26, 25–22, 20–18, 18–20 |             |                           |                                                                                    |  |  |
|                                 | Estadísticas Larry Foust 26           | Reporte Pts | Estadísticas Red Rocha 19 | Pabellón: Onondaga War Memorial, Syracuse, New York Asistencia: 7,500 espectadores |  |  |
| Syracuse lidera las series, 1–0 |                                       |             |                           |                                                                                    |  |  |
|                                 |                                       |             |                           |                                                                                    |  |  |

| 2 de abril                      | Fort Wayne Pistons                    | 84–87       | Syracuse Nationals            |                                                                                    |  |  |
|                                 | Parciales: 13–30, 25–29, 27–14, 19–24 |             |                               |                                                                                    |  |  |
|                                 | Estadísticas George Yardley 21        | Reporte Pts | Estadísticas Dolph Schayes 24 | Pabellón: Onondaga War Memorial, Syracuse, New York Asistencia: 5,845 espectadores |  |  |
| Syracuse lidera las series, 2–0 |                                       |             |                               |                                                                                    |  |  |
|                                 |                                       |             |                               |                                                                                    |  |  |

| 3 de abril                      | Syracuse Nationals                      | 89–96       | Fort Wayne Pistons           |                                                                                   |  |  |
|                                 | Parciales: 22–23, 21–20, 14–26, 32–27   |             |                              |                                                                                   |  |  |
|                                 | Estadísticas Rocha, Schayes 21 cada uno | Reporte Pts | Estadísticas Mel Hutchins 23 | Pabellón: Butler Fieldhouse, Indianápolis, Indiana Asistencia: 3,200 espectadores |  |  |
| Syracuse lidera las series, 2–1 |                                         |             |                              |                                                                                   |  |  |
|                                 |                                         |             |                              |                                                                                   |  |  |

| 5 de abril            | Syracuse Nationals                    | 102–109     | Fort Wayne Pistons            |                                                                                   |  |  |
|                       | Parciales: 24–27, 24–26, 22–29, 32–27 |             |                               |                                                                                   |  |  |
|                       | Estadísticas Dolph Schayes 28         | Reporte Pts | Estadísticas Frankie Brian 18 | Pabellón: Butler Fieldhouse, Indianápolis, Indiana Asistencia: 2,611 espectadores |  |  |
| Series empatadas, 2–2 |                                       |             |                               |                                                                                   |  |  |
|                       |                                       |             |                               |                                                                                   |  |  |

| 7 de abril                        | Syracuse Nationals                    | 71–74       | Fort Wayne Pistons             |                                                                                   |  |  |
|                                   | Parciales: 18–22, 13–16, 14–20, 26–16 |             |                                |                                                                                   |  |  |
|                                   | Estadísticas Bill Kenville 15         | Reporte Pts | Estadísticas George Yardley 16 | Pabellón: Butler Fieldhouse, Indianápolis, Indiana Asistencia: 4,110 espectadores |  |  |
| Fort Wayne lidera las series, 3–2 |                                       |             |                                |                                                                                   |  |  |
|                                   |                                       |             |                                |                                                                                   |  |  |

| 9 de abril            | Fort Wayne Pistons                    | 104–109     | Syracuse Nationals            |                                                                                    |  |  |
|                       | Parciales: 27–19, 28–34, 19–25, 30–31 |             |                               |                                                                                    |  |  |
|                       | Estadísticas George Yardley 31        | Reporte Pts | Estadísticas Dolph Schayes 28 | Pabellón: Onondaga War Memorial, Syracuse, New York Asistencia: 4,997 espectadores |  |  |
| Series empatadas, 3–3 |                                       |             |                               |                                                                                    |  |  |
|                       |                                       |             |                               |                                                                                    |  |  |

| 10 de abril                   | Fort Wayne Pistons                          | 91–92            | Syracuse Nationals                                 |                                                                                    |  |  |
|                               | Parciales: 31–21, 22–26, 21–27, 17–18       |                  |                                                    |                                                                                    |  |  |
|                               | Estadísticas Larry Foust 24 Andy Phillip 10 | Reporte Pts Asts | Estadísticas King, Kenville 15 each Paul Seymour 8 | Pabellón: Onondaga War Memorial, Syracuse, New York Asistencia: 6,697 espectadores |  |  |
| Syracuse gana las series, 4–3 |                                             |                  |                                                    |                                                                                    |  |  |
|                               |                                             |                  |                                                    |                                                                                    |  |  |

Las series finales se inicaron el 31 de marzo  en el Onondaga War Memorial de Siracusa. Los Pistons fueron por delante casi todo el partido, llegando a la mitad del último cuarto con ventaja de 75–71. Pero en ese momento Al Cervi dio entrada a Dick Farley, que anotó dos canastas consecutivas y dio una asistencia a Red Rocha para poner a su equipo por delante, acabando el partido con el marcador 86–82 a favor de los Nats. Larry Foust anotó 26 puntos para los de Fort Wayne, mientras que Rocha lideró a los Nationals con 19.
Syracuse se impuso también en el segundo partido por 87–84, liderados por Dolph Schayes, que acabó con 24 puntos. Los Nats llevaban una cómoda ventaja en el descanso, con 11 puntos arriba, pero a falta de 30 segundos para el final los Pistons se pusieron a un punto, 85–84. Fue entonces cuando Rocha anotó una canasta desde 7 metros a falta de 7 segundos que aseguraba la victoria del equipo local.
Las series se trasladaron al War Memorial Coliseum de Fort Wayne, donde apenas 3.200 espectadores vieron la victoria de su equipo por 96–89. Mel Hutchins fue el mejor de los Pistons, consiguiendo 22 puntos y una gran cantidad de rebotes, quienes comenzaron la segunda mitad con una cómoda ventaja de 15 puntos. Rocha y Schayes anotaron 21 puntos cada uno para Syracuse, pero no fueron suficientes para contrarrestar el balance ofensivo de los de Indiana.
Los Pistons igualaron la eliminatoria en el cuarto partido, venciendo por 109–102, a pesar de los 29 puntos de Schayes. Los Nats tuvieron problemas con el tiro a canasta, anotando tan sólo 32 de 103 lanzamientos. El equipo local llegó a tener una ventaja de 18 puntos, que se vio recortada sólo al final.
El quinto partido se saldó con la tercera victoria de los Pistons, que se ponían delante en la eliminatoria, tras ganar 74–71, desperdiciando una ventaja de 15 puntos. Pero lo que marcó el encuentro ocurrió en el tercer cuarto, cuando un espectador situado detrás del banquillo de los Nats arrojó una silla a la pista, que pasó rozando las cabezas de los jugadores. Tras el incidente, y después de ser detenido por la policía el agresor, se reanudó el encuentro. Los Nats se pusieron a un punto, 72–71, e incluso Rocha tuvo un lanzamiento que falló, que podría darles la victoria. Sin embargo fueron dos tiros libres de Frank Brian los que sentenciaron el partido.
La serie regresó a Siracusa, donde el equipo local tenía confianza en remontar el resultado. No en vano, los Pistons jamás habían vencido en el War Memorial en las últimas 6 temporadas. A pesar de ello, los de Fort Wayne salieron sin miedo, consiguiendo una ventaja de 10 puntos en el primer cuarto. En el segundo periodo, una pelea protagonizada por Wally Osterkorn y Don Meineke acabó con la invasión de la pista por parte de los aficionados. La policía tuvo que intervenir para restaurar el orden y continuar el partido. George Yardley, que acabó con 31 puntos, llevó a su equipo a una ventaja de 6 puntos, 74-68 al término del tercer cuarto. Los Nats finalmente tomaron ventaja cuando quedaban 4 minutos por jugar, por medio de una canasta de Earl Lloyd. A falta de minuto y medio, los Pistons volvieron a igualar el partido a 103. Pero en ese momento Red Kerr anotó una canasta y Farley recibió una personal, anotando los dos tiros libres. Los Nats forzaron un séptimo y definitivo partido, tras imponerse 109-104, en un encuentro marcado por las faltas, ya que Syracuse cometió 31, por 33 de los Pistons.
El definitivo partido, disputado el 11 de abril, fue aún más intenso, a pesar de que los Pistons se distanciaron en el marcador de salida por 17 puntos. Cervi sentó en ese momento a Seymour y King, dando entrada a Billy Kenville y a Farley. La desventaja se recortó hasta los 6 puntos, 53–47, al término de la primera parte. Se llegó a los últimos instantes del partido con el marcador igualado. Schayes anotó dos tiros libres a falta de 1:20 que ponía a los Nats uno arriba, 91–90, pero Yardley empató cin un nuevo lanzamiento desde la línea de personal. A falta de 12 segundos, King, un jugador con un 62% de acierto en los tiros libres, recibió una falta. Falló el primero, pero anotó el segundo, poniendo a Syracuse por delante 92–91. Brian puso el balón en movimiento pasando sobre Andy Phillip, que intentó desbordar a Seymour, pero éste tocó el balón lo suficiente para propiciar un robo que acabaría dándoles el primer campeonato a los Nationals.